# Suite de Robinson
La suite de Robinson[Lequel ?][réf. nécessaire] est une suite mathématique, une modification de la suite de Conway. Dans cette suite, un terme se détermine en comptant combien de fois chaque chiffre apparaît dans le terme précédent.

## Définition
Le premier terme de la suite de Robinson est posé comme égal à 0. Chaque terme de la suite se construit ensuite en comptant le nombre d'apparitions des différents chiffres de 9 à 0 (dans cet ordre) dans le terme précédent. Si un chiffre n'apparaît pas, il n'est pas pris en compte.
Concrètement :
{\displaystyle X_{0}=0}
Ce terme comporte juste un « 0 ». Par conséquent, le terme suivant est :
{\displaystyle X_{1}=10}
Celui-ci est composé d'un « 1 » et d'un « 0 » :
{\displaystyle X_{2}=1110}
En poursuivant le procédé :
{\displaystyle X_{3}=3110}
{\displaystyle X_{4}=132110}
{\displaystyle X_{5}=13123110}
{\displaystyle X_{6}=23124110}
{\displaystyle X_{7}=1413223110}
{\displaystyle X_{8}=1423224110}
{\displaystyle X_{9}=2413323110}
{\displaystyle X_{10}=1433223110}
{\displaystyle X_{11}=1433223110.}
La suite stationne donc à la valeur {\displaystyle X_{10}.}

## Propriétés
On constate qu'à partir du 11e terme de la suite, tous les termes sont égaux à {\displaystyle 1433223110}. Si le terme initial est choisi entre 1 et 39, la suite atteint également une valeur constante au bout d'un certain nombre de termes. Si {\displaystyle X_{0}=40}, au bout du 10e terme, la suite oscille entre les valeurs {\displaystyle 152423224110} et {\displaystyle 152413423110}. Pour {\displaystyle X_{0}=50}, la suite finit par osciller entre les valeurs {\displaystyle 16251423225110}, {\displaystyle 16251413424110} et {\displaystyle 16153413225110}.
Il a été montré qu'à partir de toute valeur initiale, la suite finit soit par être constante, soit par osciller entre deux ou trois valeurs.